# توانایی مرگ فوری من بسیار ضعیف است (مانگا)
توانایی قابلیت مرگ فوری من آنقدر مغلوب است، هیچ‌کس در این جهان دیگر شانسی در برابر من ندارد یک سری رمان سبک ژاپنی نوشته تسویوشی فوجیتاکا است. سرچشمه این سری از وب‌سایت شوستسوکا نی نارو بود که در ۱۰ دسامبر ۲۰۲۳ بسته شد، قبل از اینکه به صورت چاپی با تصاویر سرگرمی ستاره زمین از اکتبر ۲۰۱۶ تا مارس ۲۰۲۳ برای مجلدات منتشر شود. اقتباس مانگایی که توسط هانامارو نانتو به تصویر کشیده شده است، در مارس ۲۰۱۸ پخش سریال در «ستاره کمیک زمین» آغاز شد. از اوت ۲۰۲۳، فصل‌های مجزای این مجموعه در ۹ جلد جمع‌آوری شده‌اند. یک مجموعه تلویزیونی انیمه اقتباسی ساخته شده توسط اوکتورو نابورو که از ژانویه تا مارس پخش شد.

## طرح
اتوبوس مدرسه یوگیری تاکاتو در حالی که به یک سفر مدرسه می‌رود، توسط یک حکیم به دنیایی دیگر احضار می‌شود که نشان می‌دهد او و این دنیا چقدر وحشتناک است با کشتن بزرگسالان به دلایل کوچک و گفتن به دانش آموزان که باید به عنوان حکیمی برای جنگیدن آموزش ببینند. شیاطین و ماموریت‌های کامل او فقط افراد با استعداد را می‌گیرد و بقیه (از جمله یوگیری و همکلاسی اش توموچیکا دانورا) را رها می‌کند تا بمیرند.
بدون چاره ای جز ادامه، یوگیری و توموچیکا به دنبال راهی برای بازگشت به دنیای خودشان هستند، اما بی‌تفاوتی آرام غیرطبیعی یوگیری نسبت به چیزهای عجیب و غریب، توموچیکا را برهم می‌زند. در حقیقت، یوگیری یک بچه معمولی نیست… او می‌تواند هر چیزی یا هرکسی را که بخواهد فقط با اراده بکشد.